# The Blue Racer
The Blue Racer (no Brasil: A Cobrinha Azul) é uma série de desenho animado produzido pelos estúdios DePatie-Freleng Enterprises entre 1972 e 1974.
O personagem que dá título à animação foi baseado em um réptil que vive nos Estados Unidos famoso pela velocidade em que ataca sua presa.
O desenho mostrava o dia-a-dia e as dificuldades da Cobrinha Azul ("a cobra mais rápida do Hemisfério Norte", segundo ela mesma) em capturar sua refeição. Seu principal alvo era o Besouro Japonês (Japanese Beetle), faixa preta em karatê e comedor de flores que sempre complicava a vida da cobrinha. Além de sofrer nas mãos do inseto, a cobra ainda era obrigada a ouvir uma irritante melodia entoada pelo estereotipado personagem oriental: "toli-toli-toláááá, a cobla ficou lááááááááá". Ambos os personagens tinham aparecido antes, em episódios de Tijuana Toads.
No Brasil, o desenho foi exibido pela TV Tupi nos anos 70 e pela TVS (atual SBT) nos anos 80.

## Lista de episódios
nomes originais (em inglês)
1. Hiss And Hers
2. Support Your Local Serpent
3. Nippon Tuck
4. Punch And Judo
5. Love And Hisses
6. Camera Bug
7. Yokahama Mama
8. Blue Racer Blues
9. The Boa Friend
10. Wham And Eggs
11. Killarney Blarney
12. Blue Aces Wild
13. Fowl Play
14. Freeze A Jolly Good Fellow
15. Aches And Snakes
16. Snake Preview
17. Little Boa Peep

## Ficha técnica
- Distribuição: United Artists
- Direção: Gerry Chiniquy
- Produção: David H. DePatie e Friz Freleng
- Animação: Robert Taylor, Don Williams, Bob Richardson
- Roteirista: John W. Dunn.
- Data de estréia: 3 de Julho de 1972
- Colorido

## Dubladores

### No Brasil[1]
- Besouro: Carlos Marques
- Cobrinha Azul: Castro Gonzaga

## Ligações Externas
- InfanTV
- Desenhos dos anos 1980
- Mofolândia
- Autobahn
- Memory Chips
- Big Cartoon Database (em inglês)